# Sylvan (serial animowany)
Sylvan / Przygody dzielnego Sylvana (hiszp. Sylvan, 1995–1999) – hiszpański serial animowany wyprodukowany przez D’Ocon Films we współpracy z telewizjami Canal Sur, Televisio de Catalunya, Television Autonomica de Madrid, Canal 9, Television de Galicia, Euskal Telebista i Television Vasca. Wzorowany na legendach o Robin Hoodzie.

## Wersja polska
Serial wyświetlany był w Polsce w TVP2 w latach 1996–1997 oraz PTK 2, potem na kanale RTL7 w paśmie Odjazdowe kreskówki w 2001 roku oraz na TV Polonia w 2002 roku. W Polsce emitowana była tylko pierwsza seria. Serial został także wydany na kasetach VHS.

### Dubbing
Opracowanie wersji polskiej: Eurocom

Reżyseria:
- Ewa Złotowska (odc. 1, 3-5),
- Izabella Dziarska (odc. 2, 6-8)

Dialogi: Kaja Sikorska

Tłumaczenie:
- Agnieszka Solecka (odc. 1, 3-5),
- Piotr Andrzej Majewski (odc. 2, 6-8)

Dźwięk i montaż:
- Maciej Kręciejewski (odc. 1-7),
- Jacek Osławski (odc. 8)

Kierownik produkcji: Marzena Wiśniewska

Udział wzięli:
- Paweł Kleszcz – 
  - Sylvan,
  - sobowtór Sylvana ze świata na opak (odc. 4)
- Jacek Kopczyński – Sylvan (odc. 17)
- Agata Gawrońska – 
  - księżniczka Diana,
  - sobowtór Diany ze świata na opak (odc. 4)
- Mariusz Leszczyński – 
  - król Karol,
  - sobowtór króla Karola ze świata na opak (odc. 4)
- Ryszard Nawrocki – 
  - Linmer,
  - sobowtór Linmera ze świata na opak (odc. 4)
- Krzysztof Strużycki – 
  - Mnich,
  - sobowtór Mnicha ze świata na opak (odc. 4)
- Marek Frąckowiak – 
  - Tarkwin,
  - strażnik pilnujący Sylvana (odc. 3),
  - więzień (odc. 4),
  - wieśniak (odc. 6)
- Izabella Dziarska – Elvira
- Arkadiusz Jakubik – 
  - Fidel,
  - Jeremiasz (odc. 4)
- Eugeniusz Robaczewski – Hrabia
- Tomasz Zaliwski – Rycerz Śmierci
- Andrzej Gawroński – 
  - Arystos (odc. 3),
  - proszący poddany #2 (odc. 5),
  - poseł barona Ludovico (odc. 6)
- Stanisław Brudny – sobowtór kata ze świata na opak (odc. 4)
- Artur Kaczmarski – proszący poddany #1 (odc. 5)
- Cezary Nowak – proszący poddany #3 (odc. 5)
- Anna Apostolakis – Artur (odc. 17)

i inni
Piosenkę z tekstem: Ryszarda Skalskiego śpiewał: Krzysztof Kołbasiuk

Kierownictwo muzyczne: Marek Klimczuk
Lektor: Zdzisław Szczotkowski

### Wersja VHS
Dwie kasety VHS (około 90 min) z polskim dubbingiem.

## Spis odcinków
Serial liczy 58 odcinków. Składa się z dwóch serii (pierwsza liczy 26 odcinków, a druga 32 epizody).
| N/o            | Polski tytuł            | Hiszpański tytuł                | Angielski tytuł                  |
| -------------- | ----------------------- | ------------------------------- | -------------------------------- |
|                |                         |                                 |                                  |
| SERIA PIERWSZA |                         |                                 |                                  |
|                |                         |                                 |                                  |
| 01             | Syn lasu                | El Hijo Del Bosque              | The Son of the Woods             |
|                |                         |                                 |                                  |
| 02             | Fałszywa przepowiednia  | El Canto Fatal                  | The Fatal Song                   |
|                |                         |                                 |                                  |
| 03             | Panika w lesie          | Panico En El Bosque             | Panic in the Woods               |
|                |                         |                                 |                                  |
| 04             | Płaska Ziemia           | Donde Empieza El Abismo         | The Start of the Abyss           |
|                |                         |                                 |                                  |
| 05             | Złowroga mgła           | Niebla Maldita                  | The Mist of Vengeance            |
|                |                         |                                 |                                  |
| 06             | Szkatuła szczęścia      | El Arca De La Felicidad         | The Chest of Happiness           |
|                |                         |                                 |                                  |
| 07             | Przeklęty worek         | El Saco De La Peste             | The Plague Bag                   |
|                |                         |                                 |                                  |
| 08             | Królewska pieczęć       | El Sello Real                   | The Royal Seal                   |
|                |                         |                                 |                                  |
| 09             |                         | Ofensa Al Mal                   | On the Offensive                 |
|                |                         |                                 |                                  |
| 10             | Każdy ma coś do ukrycia | Todos Tenemos Algo Que Esconder | We've All Got Something to Hide  |
|                |                         |                                 |                                  |
| 11             | Miłość jest ślepa       | Amor Ciego                      | Love Is Blind                    |
|                |                         |                                 |                                  |
| 12             | Pogrążony w mroku       | En Penumbra                     | Schrouded in Shadows             |
|                |                         |                                 |                                  |
| 13             | Krzyki wśród nocy       | Gritos En La Noche              | Shouts in the Night              |
|                |                         |                                 |                                  |
| 14             | August Tchórzliwy       | Angus El Cobarde                | Angus the Coward                 |
|                |                         |                                 |                                  |
| 15             | Noc w biały dzień       | Noche En El Dia                 | The Darkened Day                 |
|                |                         |                                 |                                  |
| 16             | Łowca cieni             | El Caza Sombras                 | The Shadow Hunter                |
|                |                         |                                 |                                  |
| 17             | Królewski miecz         | Acero Real                      | Royal Metal                      |
|                |                         |                                 |                                  |
| 18             |                         | Muerte Abajo, Vida Arriba       | Down with Death! Long Live Life! |
|                |                         |                                 |                                  |
| 19             | Czarna symfonia         | Odia Siniestra                  | Wicked Melody                    |
|                |                         |                                 |                                  |
| 20             | Do trzech razy sztuka   | Tres Venenos                    | Three Chalices of Poison         |
|                |                         |                                 |                                  |
| 21             | Król puszczy            | Dos Reyes Para Un Reino         | Two Kings for a Kingdom          |
|                |                         |                                 |                                  |
| 22             | Bunt w królestwie       | Hoces Arriba                    | Power to the Sickles             |
|                |                         |                                 |                                  |
| 23             | Ostatnia wola królowej  | La Ultima Voluntad              | The Last Wish                    |
|                |                         |                                 |                                  |
| 24             | Zawsze razem            | Sylvan, El Inseparable          | Forever Together                 |
|                |                         |                                 |                                  |
| 25             | Prawda w oczy kole      | Murmullo De Pensamientos        | Whispering Thoughts              |
|                |                         |                                 |                                  |
| 26             | Księga przeznaczenia    | El sendero escrito              | The Written Way                  |
|                |                         |                                 |                                  |